# Parco naturale locale del Monte Baldo
Der Parco naturale locale del Monte Baldo ist ein Naturpark in der italienischen Provinz Trient. Er liegt in den Gardaseebergen im nördlichen Teil des Monte Baldo, eingebettet zwischen Gardasee und dem unteren Etschtal, dem sogenannten Vallagarina.

## Geographische Lage
Der Park erstreckt sich über die Gemeindegebiete von Ala, Avio, Brentonico, Mori und Nago-Torbole. Er beinhaltet mehrere Naturschutzgebiete, die bereits vor der Einrichtung des Parkes existierten und nun mit einer Ausnahme eine zusammenhängende Parkfläche bilden. Eingegrenzt wird der Park im Osten vom Etschtal, im Westen vom Monte Altissimo di Nago, im Südwesten von der Bocca di Navene und im Südosten vom Monte Vignola. Im Norden bildet das zwischen Mori und Nago liegende Valle del Cameras die nördliche Parkgrenze. Als Exklave liegt das Schutzgebiet Manzano nördlich des Valle del Cameras oberhalb der beiden Orte Manzano und Nomesino, an den Hängen des Monte Biaena nördlich von Mori. Die bedeutendsten bereits vorher bestehenden Schutzgebiete des Parkes sind:
- Bocca D’Ardole – Corno della Paura 1,78 km² (WDPA-ID 555580423)
- Lago di Loppio 1,13 km² (WDPA-ID 555528545)
- Manzano 0,99 km² (WDPA-ID 555528564)
- Monte Baldo di Brentonico 21,2 km² (WDPA-ID 555528607)
- Talpina 2,41 km² (WDPA-ID 555528596)

Der Park hat eine Fläche von 46,5 km². Der niedrigste Punkt liegt am Lago di Loppio auf 220 m s.l.m., während der höchste Punkt mit 2078 m am Monte Altissimo di Nago erreicht wird.

## Lebensräume
Der Park erstreckt sich über mehrere Höhenstufen und weist damit einhergehend unterschiedliche Klimabereiche und eine Biotopvielfalt auf. Dies ist ausschlaggebend für die floreale Artenvielfalt im Park, darunter auch zahlreiche seltene und auf der roten Liste gefährdeter Arten stehender Pflanzen, aber auch Endemiten.
Die 24 Almhütten im Park, zehn davon aufgelassen, zeugen von der Bedeutung als Kulturlandschaft und der hier betriebenen Alm- und Weidewirtschaft. Kultur- und Naturlandschaft sind im Park eng verflechtet. Die landwirtschaftlich genutzten Flächen sind im Besitz von Kleinbauern und werden noch auf alte traditionelle Weise überwiegend nur für den Eigenverbrauch bewirtschaftet.
Die unteren Höhenstufen im Park sind durch submediterrane Laubmischwälder, vor allem durch Niederwälder, gekennzeichnet. Darin kommen insbesondere Manna-Eschen, Europäische Hopfenbuchen und an trockenen, sonnigen Stellen Flaumeichen vor. In diesen langsam wachsenden Wäldern sind ebenso die Gewöhnliche Felsenbirne, der Europäische Zürgelbaum sowie der Perückenstrauch heimisch. Zu den Habitaten gehören auch artenreiche Kalkmagerrasen mit zahlreichen Orchideenarten. Diese Wiesenflächen waren in der Vergangenheit für die Heuernte genutzt worden und sind heute durch Baumbewuchs bedroht. Sie können sich nur an steinigen und sonnigen Lagen halten. Auf den Trockenweiden sind ebenfalls zahlreiche Arten vertreten, deren Überleben durch die Nutzung als Weidefläche gewährleistet ist, auch wenn Düngung durch Weidetiere sich stellenweise negativ auf die Artenvielfalt auswirkt.
Zwischen 1100 m und 1400 m sind montane Buchenwälder anzutreffen, auch wenn diese nur noch Restbestände darstellen und in der Vergangenheit durch Weideflächen ersetzt worden sind. In der subalpinen Höhenstufe finden sich Krüppelwuchsformen und Zwergformen wie Bergkiefern, Rhododendren, zum Teil vermischt mit Fichten, Lärchen und Tannen. Die alpine Höhenstufe ist gekennzeichnet durch Grasland, Fels und Geröllhalden.
Mit dem Lago di Loppio und der Riserva naturale Seandre bei Polsa und Bocca del Creèr weist der Park auch drei Feuchtgebiete auf.
Die Vielfalt von Lebensräumen ist auch Grundlage für eine artenreiche Fauna im Park. So sind 69 % der im Trentino heimischen Amphibienarten, 73 % der in der Provinz heimischen Reptilienarten, 75 % der im Trentino brütenden Vogelarten sowie 55 % der im Trentino heimischen Säugetierarten im Parco naturale locale del Monte Baldo vorzufinden.

## Geschichte
Der Park entstand 2013, nachdem man bereits in den 1960er und 1970er Jahren über die Einrichtung eines Parkes auch provinzübergreifend nachgedacht hatte. Vorreiter war die Gemeinde Brentonico, auf deren Gemeindegebiet bereits 1972 die erste Schutzzone Bés – Corna Piana bei der Bocca del Creèr unterhalb des Monte Altissimo di Nago eingerichtet worden war. Im Jahr 2008 war es erneut die Gemeindeverwaltung in Brentonico, die die Schutzgebiete in ihrem Gemeindegebiet vernetzte, die den Kern des zukünftigen Parks bildeten.

## Parkverwaltung
Die Parkverwaltung setzt sich aus einem Gremium zusammen, dem die Bürgermeister der im Park liegenden Gemeinden und die beiden Präsidenten der Talgemeinschaften Vallagarina und Alto Garda e Ledro sowie der für die Naturschutzgebiete der Provinz Trient zuständige Assessor angehören. Das Amt des Präsidenten steht dem Bürgermeister von Brentonico zu. Dem Gremium stehen ein territoriales Forum und ein technisches Komitee zur Seite. Die Parkverwaltung hat ihren Sitz im Rathaus von Brentonico.